# 스토리지 네트워킹 산업 협회

스토리지 네트워킹 산업 협회(Storage Networking Industry Association, SNIA)는 1997년 12월에 설립된 등록된 501(c)(6) 비영리 무역 협회이다. SNIA에는 185명 이상의 고유 회원, 2,000명의 활동 기여 회원, 50,000명 이상의 IT 최종 사용자 및 스토리지 전문가가 있다. SNIA는 소형 폼 팩터 위원회를 흡수했다.
SNIA의 멤버십 커뮤니티는 다음과 같은 스토리지 관련 기술 실무 그룹에 참여한다.
- 클라우드 스토리지 기술
- 전산 저장
- 데이터 관리
- 데이터 보안
- 사전[1]
- DNA 데이터 저장[2]
- 네트워크 스토리지
- 차세대 데이터 센터
- 영구 메모리
- 물리적 저장
- 전력 효율 측정
- 스토리지 관리 이니셔티브 – 사양(SMI-S)
- SNIA Swordfish® - 확장 가능한 스토리지 관리 사양[3][4]